# 129
Glej tudi: število 129
129 (CXXIX) je bilo navadno leto, ki se je po julijanskem koledarju začelo na petek.

## Dogodki
- 1. januar

## Rojstva
- Galen, rimsko-grški zdravnik, pisec in filozof († 199)

## Smrti
- Kosroj I. ali Oroz Partski, veliki kralj Partskega cesarstva, vladal 109-129 (* ni znano)